# قطعنامه ۱۵۰۲ شورای امنیت
قطعنامه  ۱۵۰۲ شورای امنیت سازمان ملل متحد که در تاریخ ۲۶ اوت ۲۰۰۳ تصویب شد، سندی بین‌المللی دربارهٔ حفاظت از کارکنان سازمان ملل متحد، کارکنان همراه و کارکنان امداد بشر دوستانه در مناطق جنگی است. این قطعنامه طی نشست ۴۸۱۴ام با ۱۵ رای موافق، ۰ مخالف و ۰ ممتنع تصویب شد.